# Stelis gomesii-ferreirae
Stelis gomesii-ferreirae là một loài thực vật có hoa trong họ Lan. Loài này được (Pabst) Pridgeon & M.W.Chase mô tả khoa học đầu tiên năm 2001.